# Porta della Musa

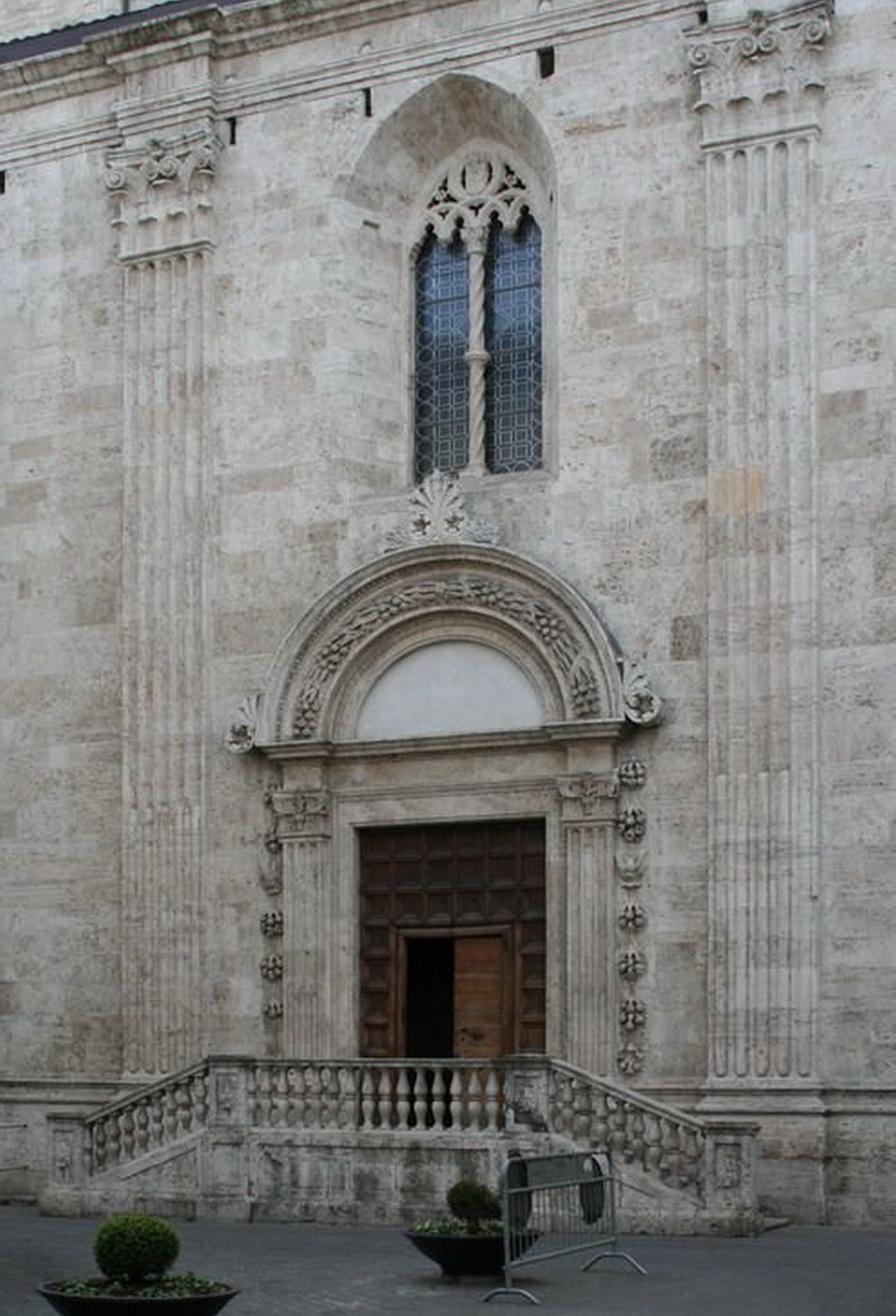
Porta della Musa

Nel fianco sinistro del Duomo di Sant'Emidio si apre l'ingresso laterale della cattedrale di Ascoli Piceno chiamato La Porta della Musa. 
Poetica denominazione che deriva dall'iscrizione del distico, in latino, che si legge nel blocco di travertino murato vicino alla porta: 
Secondo E. Vittori questa lapide risalirebbe all'XI – XII secolo, probabilmente spostata in questa facciata laterale da quella principale della chiesa. 
Una tradizione, risalente al tempo in cui in Ascoli si formò una scuola di poeti in latino, vorrebbe che la cattedrale fosse stata edificata sullo spazio in cui sorgeva un tempio pagano dedicato alle Muse.
Studi accurati (Marucchi, Mommsen e De Rossi) comprovano che il Duomo è stato costruito utilizzando l'area della Basilica Civile del Foro Romano.
Questo ingresso è un'opera tardo rinascimentale di difficile attribuzione. 
Alcuni ipotizzano Carlo Crivelli, altri Giuliano da Maiano ed altri ancora Lazzaro di Francesco, ma, quasi sicuramente, è opera di un capacissimo, valente ed ignoto lapicida locale. 

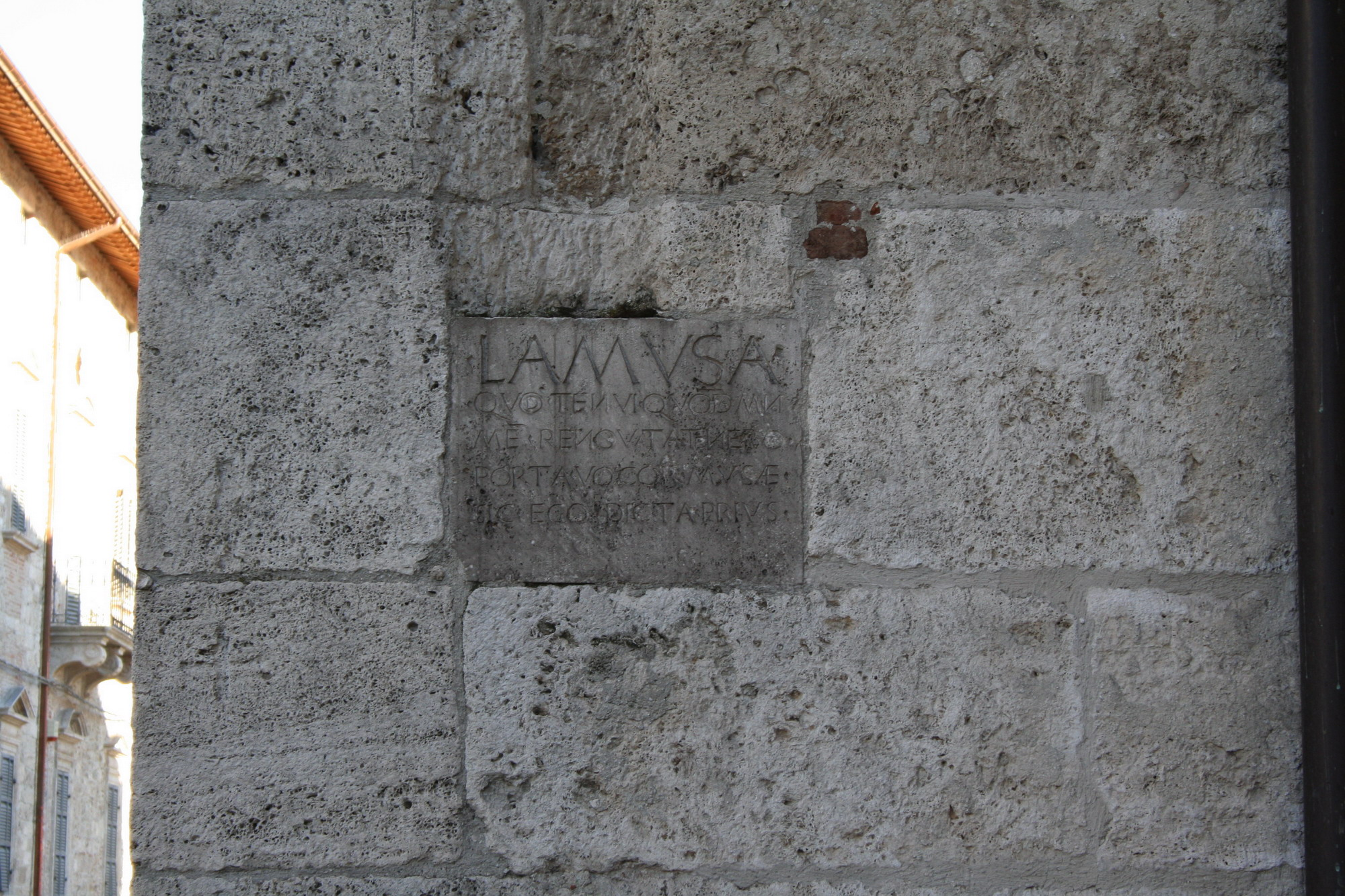
Distico Porta della Musa

Fu realizzata durante i lavori di ampliamento della chiesa per munificenza del Vescovo Caffarelli.
Situata tra la 4° e la 5° lesena è foggiata nello stile rinascimentale adottato nella città, arricchita da decorazioni di frutti composti a festoni che inghirlandano l'arco e scendono con grazia, riuniti a piccoli gruppi, lungo gli stipiti alternandosi alle sole due teste di cherubini presenti. 
La porta a battenti di legno è del maestro ascolano Francesco di Giovanni che operò in città fino al 1518.
L'iscrizione: 
è scolpita sopra l'imposta ed è ripetuta per ben due volte.
Di notevole pregio e finissima lavorazione si compone di riquadri decorati da formelle con rose e figure zoomorfe intagliate in rilievo.
La scalinata e la balaustra in travertino furono aggiunte nel 1841 disegnate dall'ingegnere Gabriele Gabrielli.